# Peru nos Jogos Olímpicos de Verão de 2020

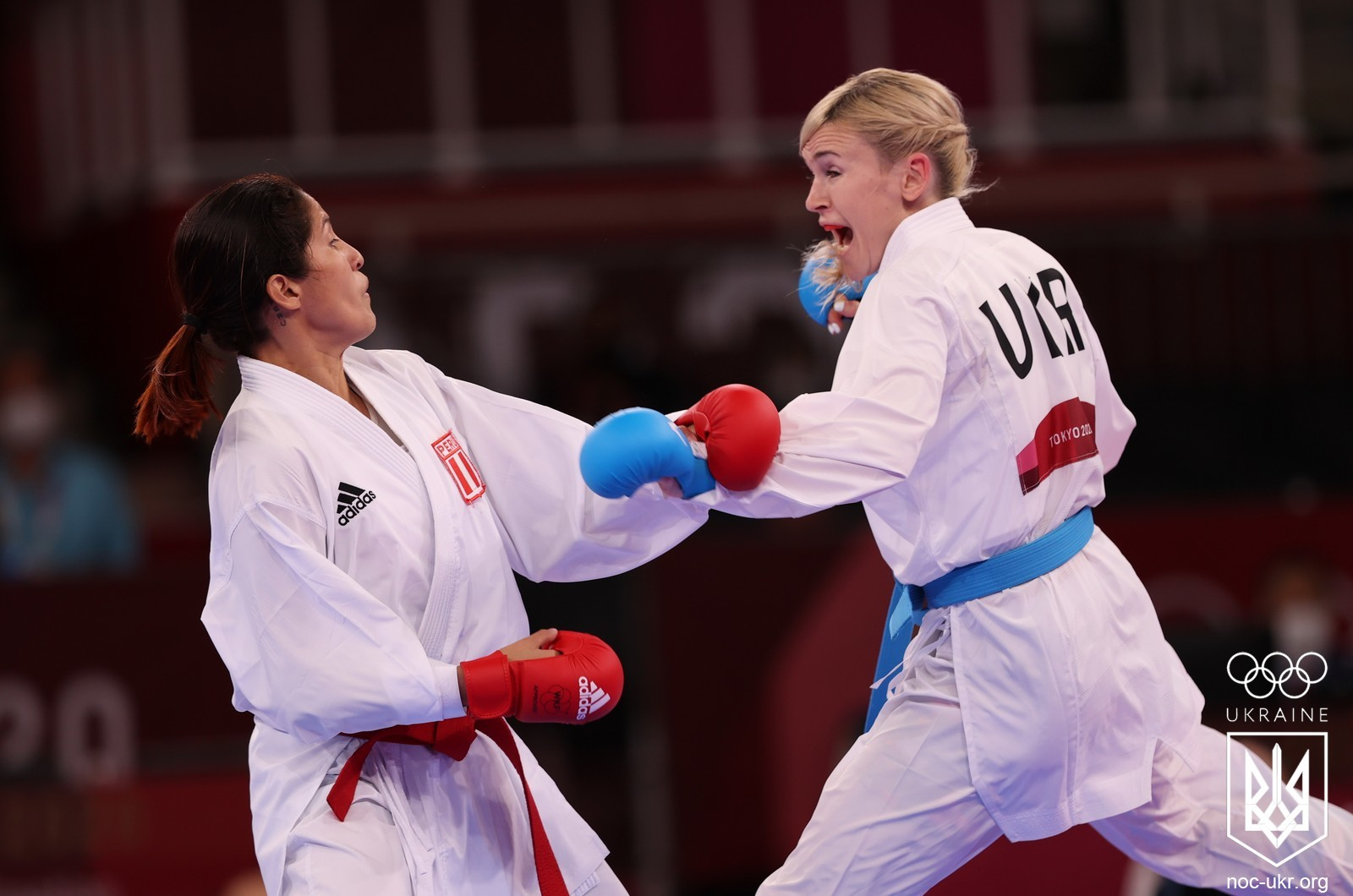

O Peru competiu nos Jogos Olímpicos de Verão de 2020 em Tóquio. Originalmente programados para ocorrerem de 24 de julho a 9 de agosto de 2020, os Jogos foram adiados para 23 de julho a 8 de agosto de 2021, por causa da pandemia de COVID-19. Desde a estreia oficial da nação em 1936, atletas peruanos compareceram a todas as edições dos Jogos Olímpicos de Verão, com exceção de Helsinque 1952.

## Competidores
Abaixo está a lista do número de competidores nos Jogos.
| Esporte        | Masculino | Feminino | Total |
| -------------- | --------- | -------- | ----- |
| Atletismo      | 3         | 5        | 8     |
| Badminton      | 0         | 1        | 1     |
| Boxe           | 2         | 0        | 2     |
| Caratê         | 0         | 1        | 1     |
| Ciclismo       | 1         | 0        | 1     |
| Esgrima        | 0         | 1        | 1     |
| Ginástica      | 0         | 1        | 1     |
| Halterofilismo | 1         | 0        | 1     |
| Judô           | 1         | 0        | 1     |
| Lutas          | 1         | 0        | 1     |
| Natação        | 1         | 1        | 2     |
| Remo           | 1         | 0        | 1     |
| Skate          | 1         | 0        | 1     |
| Surfe          | 2         | 2        | 4     |
| Tênis          | 1         | 0        | 1     |
| Tiro           | 3         | 0        | 3     |
| Vela           | 1         | 4        | 5     |
| Total          | 19        | 16       | 35    |

## Atletismo
Os seguintes atletas peruanos conquistaram marcas de qualificação, pela marca direta ou pelo ranking mundial, nos seguintes eventos de pista e campo (até o máximo de três atletas em cada evento):
- Nota– As posições para os eventos de pista são em relação à bateria do atleta
- Q = Qualificado para a próxima fase
- q = Qualificado para a próxima fase como o perdedor mais rápido ou, em eventos de campo, pela posição sem atingir o alvo para qualificação
- NR = Recorde nacional
- N/A = Fase não aplicável para o evento
- Bye = Atleta não precisou disputar aquela fase

Eventos de pista e estrada
Masculino
| Atleta            | Evento                | Final     | Final   |
| Atleta            | Evento                | Resultado | Posição |
| ----------------- | --------------------- | --------- | ------- |
| Cristhian Pacheco | Maratona              |           |         |
| Luis Henry Campos | 50 km marcha atlética |           |         |
| César Ródriguez   | 50 km marcha atlética |           |         |

Feminino
| Atleta            | Evento                | Final     | Final   |
| Atleta            | Evento                | Resultado | Posição |
| ----------------- | --------------------- | --------- | ------- |
| Jovana de la Cruz | Maratona              |           |         |
| Gladys Tejeda     | Maratona              |           |         |
| Mary Luz Andia    | 20 km marcha atlética |           |         |
| Kimberly García   | 20 km marcha atlética |           |         |
| Leyde Guerra      | 20 km marcha atlética |           |         |

## Badminton
Peru inscreveu uma jogadora de badminton no torneio olímpico. A atleta olímpica da juventude Daniela Macías aceitou uma vaga liberada pela campeã olímpica lesionada Carolina Marín da Espanha, como a atleta de melhor ranking ainda buscando qualificação no simples feminino, baseado no Ranking da Corrida para Tóquio da BWF em 15 de junho de 2021.
| Atleta         | Evento           | Fase de Grupos                    | Fase de Grupos       | Fase de Grupos       | Fase de Grupos | Eliminação           | Quartas              | Semifinal            | Final                |
| Atleta         | Evento           | Adversário resultado              | Adversário resultado | Adversário resultado | Pos.           | Adversário resultado | Adversário resultado | Adversário resultado | Adversário resultado |
| -------------- | ---------------- | --------------------------------- | -------------------- | -------------------- | -------------- | -------------------- | -------------------- | -------------------- | -------------------- |
| Daniela Macías | Simples feminino | THA Ongbamrungphan D (4–21, 9–21) | EST Kuuba ( , )      |                      |                |                      |                      |                      |                      |

## Boxe
O Peru inscreveu dois boxeadores masculinos para competir nas seguintes categorias olímpicas. Com o cancelamento do Torneio Pan-Americano de Qualificação Olímpica de 2021 em Buenos Aires, Argentina, Leodan Pezo terminou entre os cinco melhores das Américas na categoria leve do Ranking da Força-tarefa do COI, para garantir sua vaga na equipe. Enquanto isso, José Maria Lucar conseguiu a vaga por liderar o ranking das Américas para atletas ainda buscando qualificação na categoria pesada, através do mesmo sistema. 
| Atleta           | Evento           | Fase de 32           | Oitavas-de-final     | Quartas-de-final     | Semifinais           | Final                | Final   |
| Atleta           | Evento           | Adversário Resultado | Adversário Resultado | Adversário Resultado | Adversário Resultado | Adversário Resultado | Posição |
| ---------------- | ---------------- | -------------------- | -------------------- | -------------------- | -------------------- | -------------------- | ------- |
| Leodan Pezo      | -63 kg masculino |                      |                      |                      |                      |                      |         |
| José María Lúcar | -91 kg masculino |                      |                      |                      |                      |                      |         |

## Caratê
O Peru inscreveu uma carateca para o torneio olímpico inaugural. Alexandra Grande  garantiu uma vaga na categoria até 61 kg do kumite, como a carateca de melhor ranking das Américas ainda buscando qualificação, baseado no Ranking Olímpico da WKD.
Kumite
| Atleta           | Evento          | Fase de grupo        | Fase de grupo        | Fase de grupo        | Fase de grupo        | Fase de grupo | Semifinais           | Final                | Final   |
| Atleta           | Evento          | Adversário Resultado | Adversário Resultado | Adversário Resultado | Adversário Resultado | Posição       | Adversário Resultado | Adversário Resultado | Posição |
| ---------------- | --------------- | -------------------- | -------------------- | -------------------- | -------------------- | ------------- | -------------------- | -------------------- | ------- |
| Alexandra Grande | –61 kg feminino |                      |                      |                      |                      |               |                      |                      |         |

## Ciclismo

### Estrada
O Peru qualificou um ciclista para competir na corrida em estrada pela primeira vez desde Los Angeles 1984, após terminar entre os dois melhores ciclistas, ainda não qualificados, no Campeonato Pan-Americano de 2019, no México.
| Atleta         | Evento                       | Tempo        | Posição      |
| -------------- | ---------------------------- | ------------ | ------------ |
| Royner Navarro | Corrida em estrada masculina | Não terminou | Não terminou |

## Esgrima
O Peru inscreveu uma esgrimista para a competição olímpica. A atleta olímpica de Pequim 2008 María Luisa Doig conquistou a vaga na espada feminina após vencer o Qualificatório Zonal Pan-Americano em San José, Costa Rica.
| Atleta           | Evento                     | Fase de 64           | Fase de 32              | Oitavas de final     | Quartas de final     | Semifinais           | Final                | Final       |
| Atleta           | Evento                     | Adversário resultado | Adversário resultado    | Adversário resultado | Adversário resultado | Adversário resultado | Adversário resultado | Pos.        |
| ---------------- | -------------------------- | -------------------- | ----------------------- | -------------------- | -------------------- | -------------------- | -------------------- | ----------- |
| María Luisa Doig | Espada individual feminino | Bye                  | HKG Vivian Kong D 11–15 | Não avançou          | Não avançou          | Não avançou          | Não avançou          | Não avançou |

## Ginástica

### Artística
O Peru inscreveu uma ginasta artística para a competição olímpica. A atleta olímpica da Rio 2016 Ariana Orrego recebeu uma vaga disponível entre os aparelhos femininos como uma das doze melhores ginastas que não fossem parte de uma equipe diretamente qualificadas, no Campeonato Mundial de Ginástica Artística de 2019 em Stuttgart, Alemanha.
Feminino
| Atleta        | Evento           | Qualificação | Qualificação | Qualificação | Qualificação | Qualificação  | Qualificação  | Final    | Final    | Final    | Final    | Final         | Final         |
| Atleta        | Evento           | Aparelho     | Aparelho     | Aparelho     | Aparelho     | Classificação | Classificação | Aparelho | Aparelho | Aparelho | Aparelho | Classificação | Classificação |
| Atleta        | Evento           | SC           | BA           | Tr           | So           | Total         | Pos.          | SC       | BA       | Tr       | So       | Total         | Pos.          |
| ------------- | ---------------- | ------------ | ------------ | ------------ | ------------ | ------------- | ------------- | -------- | -------- | -------- | -------- | ------------- | ------------- |
| Ariana Orrego | Individual geral |              |              |              |              |               |               |          |          |          |          |               |               |

## Halterofilismo
O Peru inscreveu um halterofilista masculino para a competição olímpica. Marcos Rojas aceitou uma vaga extra oferecida pela Comissão Tripartite como o halterofilista de melhor ranking ainda buscando qualificação na categoria 61 kg masculino, baseado no Ranking Absoluto Mundial da IWF.
Masculino
| Atleta       | Evento | Arranque  | Arranque | Arremesso | Arremesso | Total | Posição |
| Atleta       | Evento | Resultado | Posição  | Resultado | Posição   | Total | Posição |
| ------------ | ------ | --------- | -------- | --------- | --------- | ----- | ------- |
| Marcos Rojas | -61 kg |           |          |           |           |       |         |

## Judô
O Peru qualificou um judoca para a categoria meio-leve (66 kg masculino) nos Jogos. O atleta olímpico da Rio 2016 Juan Postigos aceitou uma vaga continental das Américas como o judoca de melhor ranking da nação fora da posição de qualificação direta pelo Ranking mundial da IJF de 28 de junho de 2021.
| Juan Postigos | -66 kg masculino |  |  |  |  |  |  |  |

## Lutas
O Peru qualificou um lutador da categoria livre até 86 kg masculino para os Jogos, após chegar à final do Torneio Pan-Americano de Qualificação Olímpica de 2020 em Ottawa, Canadá.
Chave:
- VT (pontos de classificação: 5–0 ou 0–5) – Vitória por queda
- VB (pontos de classificação: 5–0 ou 0–5) – Vitória por lesão (VF por WO, VA por desistência ou desqualificação)
- PP (pontos de classificação: 3–1 ou 1–3) – Decisão por pontos – o perdedor com pontos técnicos.
- PO (pontos de classificação: 3–0 ou 0–3) – Decisão por pontos – o perdedor sem pontos técnicos.
- ST (pontos de classificação: 4–0 ou 0–4) – Grande superioridade – o perdedor sem pontos técnicos e uma margem de vitória de pelo menos 8 (Greco-Romana) ou 10 pontos (livre).
- SP (pontos de classificação: 4–1 ou 1–4) – Superioridade técnica – o perdedor com pontos técnicos e uma margem de vitória de pelo menos 8 (Greco-Romana) ou 10 pontos (livre).

Livre masculino
| Atleta        | Evento | Oitavas de final     | Quartas de final     | Semifinal            | Repescagem           | Final / BM           | Final / BM |
| Atleta        | Evento | Adversário Resultado | Adversário Resultado | Adversário Resultado | Adversário Resultado | Adversário Resultado | Posição    |
| ------------- | ------ | -------------------- | -------------------- | -------------------- | -------------------- | -------------------- | ---------- |
| Pool Ambrocio | −86 kg |                      |                      |                      |                      |                      |            |

## Natação
O Equador recebeu convite de universalidade da FINA para enviar os nadadores de melhor ranking (um por gênero) em seus respectivos eventos individuais para as Olimpíadas, baseado no Sistema de Pontos da FINA de 28 de junho de 2021. 
| Atleta          | Evento                | Eliminatória | Eliminatória | Semifinal | Semifinal | Final       | Final       |
| Atleta          | Evento                | Tempo        | Posição      | Tempo     | Posição   | Tempo       | Posição     |
| --------------- | --------------------- | ------------ | ------------ | --------- | --------- | ----------- | ----------- |
| Joaquín Vargas  | 200 m livre masculino |              |              |           |           |             |             |
| Joaquín Vargas  | 400 m livre masculino | 3:52.94      | 24           | —         | —         | Não avançou | Não avançou |
| McKenna DeBever | 100 m costas feminino |              |              |           |           |             |             |
| McKenna DeBever | 200 m medley feminino |              |              |           |           |             |             |

## Remo
O Peru qualificou um barco para o skiff simples masculino nos Jogos após terminar em quinto na Final A e garantir a segunda de cinco vagas disponíveis na Regata de Qualificação Olímpica das Américas de 2021 no Rio de Janeiro, Brasil.
| Atleta        | Evento        | Eliminatórias | Eliminatórias | Repescagem | Repescagem | Quartas de final | Quartas de final | Semifinais | Semifinais | Final | Final   |
| Atleta        | Evento        | Tempo         | Posição       | Tempo      | Posição    | Tempo            | Posição          | Tempo      | Posição    | Tempo | Posição |
| ------------- | ------------- | ------------- | ------------- | ---------- | ---------- | ---------------- | ---------------- | ---------- | ---------- | ----- | ------- |
| Álvaro Torres | Skiff simples | 7:07.92       | 3 QF          | Bye        | Bye        |                  |                  |            |            |       |         |

Legenda de Qualificação: FA=Final A (medalha); FB=Final B; FC=Final C; FD=Final D; FE=Final E ; FF=Final F; SA/B=Semifinais A/B; SC/D=Semifinais C/D; SE/F=Semifinais E/F; QF=Quartas de final; R=Repescagem

## Skate
O Peru qualificou um skatista para o torneio olímpico. Angelo Caro foi automaticamente selecionado entre os 16 melhores skatistas da modalidade street, baseado no Ranking Olímpico da World Skate em 30 de junho de 2021.
| Atleta      | Evento           | Qualificação | Qualificação | Final     | Final |
| Atleta      | Evento           | Resultado    | Pos.         | Resultado | Pos.  |
| ----------- | ---------------- | ------------ | ------------ | --------- | ----- |
| Angelo Caro | Street masculino |              |              |           |       |

## Surfe
O Peru enviou quatro surfistas (dois por gênero) para competir em seus respectivos eventos nas Olimpíadas. Lucca Mesinas, Miguel Tudela, e Daniella Rosas garantiram as vagas nas competições masculina e feminina, respectivamente, após terminarem entre os dois primeiros de duas baterias preliminares nos Jogos Mundiais de Surfe de 2021 em El Salvador, enquanto a campeã mundial de 2004 Sofía Mulánovich aceitou a vaga extra previamente alocada para a japonesa Shino Matsuda, como a próxima surfista no ranking geral dos Jogos Mundiais de Surfe de 2019.
| Atleta           | Evento    | Rodada 1             | Rodada 2             | Rodada 3             | Quartas-de-final     | Semifinal            | Final / BM           | Final / BM |
| Atleta           | Evento    | Adversário Resultado | Adversário Resultado | Adversário Resultado | Adversário Resultado | Adversário Resultado | Adversário Resultado | Posição    |
| ---------------- | --------- | -------------------- | -------------------- | -------------------- | -------------------- | -------------------- | -------------------- | ---------- |
| Lucca Mesinas    | Masculino |                      |                      |                      |                      |                      |                      |            |
| Miguel Tudela    | Masculino |                      |                      |                      |                      |                      |                      |            |
| Sofía Mulánovich | Feminino  |                      |                      |                      |                      |                      |                      |            |
| Daniella Rosas   | Feminino  |                      |                      |                      |                      |                      |                      |            |

## Tênis
O Peru inscreveu um tenista para o torneio olímpico pela primeira vez desde Atenas 2004. Após as desistências tardias de vários tenistas, Juan Pablo Varillas (no. 133 do mundo) aceitou uma vaga extra inicialmente alocada aos primeiros 56 tenistas do ranking para competir no torneio de simples, baseado no Ranking de Entradas da ATP de 14 de junho de 2021.
Masculino
| Atleta              | Evento  | Fase de 64             | Fase de 32             | Fase de 16             | Quartas                | Semifinais             | Final                  | Final   |
| Atleta              | Evento  | Adversário e resultado | Adversário e resultado | Adversário e resultado | Adversário e resultado | Adversário e resultado | Adversário e resultado | Posição |
| ------------------- | ------- | ---------------------- | ---------------------- | ---------------------- | ---------------------- | ---------------------- | ---------------------- | ------- |
| Juan Pablo Varillas | Simples | ARG Schwartzman        |                        |                        |                        |                        |                        |         |

## Tiro
Atiradores suíços conquistaram vaga para o seguinte evento em virtude de sua melhor posição no Campeonato Mundial da ISSF de 2018, na Copa do Mundo da ISSF de 2019, nos Jogos Pan-Americanos de 2019 ou no Campeonato das Américas, contanto que tivessem obtido a marca de qualificação mínima (MQS) até 31 de maio de 2020.
| Atleta              | Evento                        | Qualificação | Qualificação | Final       | Final       |
| Atleta              | Evento                        | Pontos       | Posição      | Pontos      | Posição     |
| ------------------- | ----------------------------- | ------------ | ------------ | ----------- | ----------- |
| Marko Carrillo      | Pistola de ar 10 m masculino  | 569          | 29           | Não avançou | Não avançou |
| Marko Carrillo      | Pistola rápida 25 m masculino |              |              |             |             |
| Alessandro de Souza | Fossa olímpica masculino      |              |              |             |             |
| Nicolás Pacheco     | Skeet masculino               |              |              |             |             |

## Vela
Velejadores peruanos qualificaram um barco em cada uma das seguintes classes através do Campeonato Mundial de Vela de 2018, dos Campeonatos Mundiais das Classes, dos Jogos Pan-Americanos de 2019 e das regatas continentais.
| Atleta                           | Evento                | Regata | Regata | Regata | Regata | Regata | Regata | Regata | Regata | Regata | Regata | Regata | Regata | Regata | Pontos | Posição |
| Atleta                           | Evento                | 1      | 2      | 3      | 4      | 5      | 6      | 7      | 8      | 9      | 10     | 11     | 12     | M*     | Pontos | Posição |
| -------------------------------- | --------------------- | ------ | ------ | ------ | ------ | ------ | ------ | ------ | ------ | ------ | ------ | ------ | ------ | ------ | ------ | ------- |
| Stefano Peschiera                | Laser masculino       |        |        |        |        |        |        |        |        |        |        | —      | —      |        |        |         |
| María Belén Bazo                 | RS:X feminino         |        |        |        |        |        |        |        |        |        |        |        |        |        |        |         |
| Paloma Schmidt                   | Laser Radial feminino |        |        |        |        |        |        |        |        |        |        | —      | —      |        |        |         |
| Diana Tudela María Pia van Oordt | 49erFX                |        |        |        |        |        |        |        |        |        |        |        |        |        |        |         |

M = Regata da medalha; EL = Eliminado – não avançou à regata da medalha